# Protobothrops
Protobothrops ist eine Schlangengattung aus der Familie Vipern, die in Asien verbreitet ist.

## Merkmale und Lebensweise
Die oviparen Schlangen sind giftig und teilweise baumbewohnend. Einige Arten wie die Habuschlange und die Sakishima-Habu sind für den Menschen gefährlich.

## Verbreitungsgebiet und Gefährdungsstatus
Die Vipern sind in Asien in China bis Indien sowie auf Japan verbreitet.
Innerhalb der Gattung sind die Arten Protobothrops mangshanensis, die Dreihorn-Grubenotter (Protobothrops sieversorum) und Protobothrops trungkhanhensis  als stark gefährdet („Endangered“) eingestuft. Die Art Protobothrops tokarensis ist als gefährdet („Vulnerable“) und Protobothrops cornutus als potentiell gefährdet („Near Threatened“) eingestuft.

## Systematik
Die Gattung wurde 1983 von dem brasilianischen Herpetologen Alphonse Richard Hoge und Sylvia Romano-Hoge erstbeschrieben. Shibata et al. untersuchten 2016 die Arten der Gattung phylogenetisch. Es werden 15 Arten unterschieden, die im Folgenden nach Taxon sortiert gelistet sind (Stand Dezember 2021):
| Bild | Trivialname               | Taxon                         | Erstbeschreibung                                                                                      | Verbreitungsgebiet | IUCN |
| ---- | ------------------------- | ----------------------------- | --- | --- | ---- |
|      | Gehörnte Grubenotter      | Protobothrops cornutus        | (Smith, 1930)                                                                                         | Vietnam, China (Guangdong) | 2012 |
|      | Dabie-Grubenotter         | Protobothrops dabieshanensis  | Huang, Pan, Han, Zhang, Hou, Yu, Zheng & Zhang, 2012                                                  | China (Anhui) |      |
|      | Sakishima-Habu            | Protobothrops elegans         | (Gray, 1849)                                                                                          | Japan (Ryūkyū-Inseln) | 2018 |
|      | Habuschlange              | Protobothrops flavoviridis    | (Hallowell, 1861)                                                                                     | Japan (Okinawa-Inseln, Amami-Inseln) | 2018 |
|      | Himalaya-Habu             | Protobothrops himalayanus     | Pan, Chettri, Yang, Jiang, Wang, Zhang & Vogel, 2013                                                  | China (Süd-Tibet), Nepal, Bhutan, Indien (Sikkim) | 2021 |
|      | Gefleckte Berggrubenotter | Protobothrops jerdonii        | (Günther, 1875)                                                                                       | Indien (Assam, Arunachal Pradesh und weitere Regionen), Nepal, Bhutan, Nord-Myanmar, Nord-Vietnam, Südwest-China (östlich von Guangxi und Hubei, nördlich von Henan und westlich von Gansu; Yunnan, Sichuan), Höhe 1200 bis 1470 m               | 2012 |
|      | Kaulbacks Grubenotter     | Protobothrops kaulbacki       | (Smith, 1940)                                                                                         | Nord-Myanmar, China, Indien (Arunachal Pradesh, Papum Pare) | 2012 |
|      | Omkoi-Grubenotter         | Protobothrops kelomohy        | Sumontha, Vasaruchapong, Chomngam, Suntrarachun, Pawangkhanant, Sompan, Smits, Kunya & Chanhome, 2020 | Nord-Thailand (Chiang Mai) |      |
|      | Mangshan-Viper            | Protobothrops mangshanensis   | (Zhao, 1990)                                                                                          | China (Hunan) | 2012 |
|      | Maolan-Grubenotter        | Protobothrops maolanensis     | Yang, Orlov & Wang, 2011                                                                              | China (Guizhou, Guangxi) | 2012 |
|      |                           | Protobothrops mucrosquamatus  | (Cantor, 1839)                                                                                        | Bangladesch, Indien (Assam, Arunachal Pradesh, Mizoram und weitere Regionen), Myanmar, Nord-Vietnam (Hòa Bình), Laos, Thailand, Süd-China (nördlich von Yunnan, Gansu, östlich von Zhejiang, Fujian, Kwangsi, Kwangtun, Sichuan, Hainan), Taiwan | 2011 |
|      | Dreihorn-Grubenotter      | Protobothrops sieversorum     | (Ziegler, Herrmann, David, Orlov & Pauwels, 2000)                                                     | Vietnam (Quảng Bình) | 2012 |
|      | Tokara-Habu               | Protobothrops tokarensis      | (Nagai, 1928)                                                                                         | Japan (Takara-jima, Kotakara-jima) | 2018 |
|      | Trung Khanh-Grubenotter   | Protobothrops trungkhanhensis | Orlov, Ryabov & Nguyen, 2009                                                                          | Vietnam (Cao Bằng), China, Höhe 500 bis 700 m | 2012 |
|      | Xiangchen-Grubenotter     | Protobothrops xiangchengensis | (Zhao, Jiang & Huang, 1978)                                                                           | China (Yunnan, West-Sichuan) | 2012 |